# Barbie: The Album
Barbie: The Album è l'album discografico colonna sonora del film Barbie diretto da Greta Gerwig, pubblicato il 21 luglio 2023 dall'Atlantic Records.

## Antefatti
Il 25 maggio 2023 Rolling Stone ha confermato che la colonna sonora del film Barbie sarà prodotta da Mark Ronson e includerà canzoni originali di Ava Max, Charli XCX, Dominic Fike, Dua Lipa, Fifty Fifty, Gayle, Haim, Ice Spice, Kaliii, Karol G, Khalid, The Kid Laroi, Lizzo, Nicki Minaj, PinkPantheress, Ryan Gosling e Tame Impala. Il 6 luglio 2023 Billie Eilish è stata annunciata come prima artista a sorpresa della colonna sonora. Il 10 luglio 2023 Sam Smith è stato annunciato come secondo artista a sorpresa della colonna sonora.

## Produzione
Il progetto è stato prodotto da Mark Ronson con la supervisione di George Drakoulias nel 2022. La prima musica prodotta per il film fu un sottofondo musicale voluto dalla regista per poter registrare delle scene che avrebbero costituito la base di un numero di danza coreografico. Ronson e Andrew Wyatt scrissero la base musicale, per poi riprenderla e produrre Dance the Night, interpretata da Dua Lipa. Nel corso di un anno, Gerwig e Ronson avevano stilato una lista di artisti che volevano nella colonna sonora e, durante il montaggio del film in post-produzione, mostravano scene del film a questi artisti in modo che si potessero immedesimare nell'atmosfera.
Nell'aprile del 2022, il manager degli Aqua, Ulrich Møller-Jørgensen, ha dichiarato che il brano del 1997 della band, Barbie Girl, non sarebbe stato incluso nella colonna sonora del film. Tuttavia, l'attrice Margot Robbie, che interpreta Barbie, avrebbe pregato la regista di includere la canzone nel film. Gerwig ha quindi deciso di scritturare Nicki Minaj e Ice Spice per interpretare un remix del brano del gruppo, con il titolo Barbie World. Gli Aqua sono accreditati come co-autori e interpreti della canzone.

## Accoglienza
| Recensione           | Giudizio |
| -------------------- | -------- |
| Evening Standard     |          |
| NME                  |          |
| Paste                | 7.5/10   |
| Pitchfork            | 5.4/10   |
| Rolling Stone UK     |          |
| The Guardian         |          |
| The Independent      |          |
| The Line of Best Fit | 7/10     |
| The Observer         |          |

Barbie: The Album ha ricevuto un punteggio di 65 su 100 sull'aggregatore di recensioni Metacritic, basato su nove recensioni di critici, apprezzando principalmente la coesistenza di generi musicali differenti.
Hollie Geraghty, recensiendo l'album per Rolling Stone UK, riporta che «brilla, [...] perché non si prende troppo sul serio, pur impegnandosi pienamente nell'impronta fucsia e filtrata del mondo di Barbie», ritenendo che sia «la gamma musicale offerta a tenervi a bordo per tutto il viaggio» consentendo sia «un paio di momenti di pausa più delicati», sino a portare gli ascoltatori «dritti sulla pista da ballo». Kit Buchan del The Observer definisce il produttore del progetto, Mark Ronson, un «perpetuo Peter Pan del pop», realizzando «un mixtape d'insieme che brilla come un caleidoscopio» in cui cerca di raggiungere «un equilibrio sottile tra innocenza femminile e ironia consapevole».
Victoria Wasylak di Paste sottolinea che «la colonna sonora brilla di più quando si allinea alla narrazione di Barbie» apprezzando la capacità degli artisti coinvolti di «sfoggiare i loro talenti caratteristici incorporando il marchio Barbie». Wasylak ritiene che «i tentativi di attirare il pubblico del rock sono in gran parte dimenticabili», ma che nel complesso Barbie: The Album «cattura in technicolor i rimbalzi, la spavalderia e gli occasionali malumori del 2023». Alex Rigotti di NME ha scritto che «la colonna sonora ha alcuni alti meravigliosi e alcuni bassi miserabili, ma d'altra parte, non è tutto rose e fiori nella terra di Barbie», sebbene ne apprezzi la «sorprendente varietà di suoni che rendono omaggio alla musa della Mattel». Adam White del The Independent ha definito la colonna sonora musicalmente «irregolare», notando che brani come Home delle Haim e What Was I Made For? di Billie Eilish si avvertano «leggermente stridenti circondati da una coreografica rosa acceso, come un paio di persone deprimenti che si presentano per rovinare la tua festa di compleanno».
Shaad D'Souza del The Guardian riscontra nel progetto «l'unione di arte e pubblicità», scrivendo che «chiarisce che ci sono classifiche da battere, obiettivi da raggiungere e, naturalmente, bambole da vendere» ritenendo che «qualcuno come A. G. Cook, capo della PC Music e collaboratore di Beyoncé, avrebbe potuto fare per l'album ciò che la Gerwig ha presumibilmente fatto per il suo film, portando il pathos autoreferenziale ed esistenzialista nell'arte mainstream». D'Souza sottolinea inoltre che sia "un ottimo promo per molti degli artisti pop di serie A firmati Warner Music Group (Dua Lipa, Lizzo, Charli XCX) e per alcuni artisti di serie C (Gayle, Ava Max)».

## Tracce
1. Lizzo – Pink – 2:23 (testo: Andrew Wyatt, Eric Burton Frederic, Mark Ronson, Melissa Jefferson – musica: Andrew Wyatt, Mark Ronson, Ricky Reed)
2. Dua Lipa – Dance the Night – 2:56 (testo: Mark Ronson, Andrew Wyatt, Caroline Ailin, Dua Lipa – musica: Mark Ronson, Andrew Wyatt, Picard Brothers)
3. Nicki Minaj, Ice Spice e Aqua – Barbie World – 1:49 (testo: Ephrem Louis Lopez Jr., Johnny Pedersen, Karsten Dahlgaard, Lene Nystrøm, Isis Gaston, Claus Norreen, Onika Maraj, René Dif, Søren Rasted – musica: RiotUSA)
4. Charli XCX – Speed Drive – 1:57 (testo: Charlotte Aitchison, David James Parker, Easyfun, Ewart Everton Brown, Fabian Peter Torsson, Joakim Frans Åhlund, Klas Frans Åhlund, Michael Chapman, Nicholas Chinn, Patrik Knut Arve, Sylvia Robinson, Troy Rami – musica: Easyfun)
5. Karol G – Watati (feat. Aldo Ranks) – 2:46 (testo: Aldo Vargas, Carolina Giraldo Navarro, Daniel Oviedo – musica: Ovy on the Drums)
6. Sam Smith – Man I Am – 3:07 (testo: Eric Burton Frederic, Mark Ronson, Sam Smith – musica: Mark Ronson, Ricky Reed)
7. Tame Impala – Journey to the Real World – 1:27 (testo: Kevin Parker – musica: Kevin Parker)
8. Ryan Gosling – I'm Just Ken – 3:42 (testo: Mark Ronson, Andrew Wyatt – musica: Mark Ronson, Andrew Wyatt)
9. Dominic Fike – Hey Blondie – 2:21 (testo: Dominic Fike, Henry Kwapis, Mark Ronson, Ryan Raymond Raines – musica: Mark Ronson)
10. Haim – Home – 3:46 (testo: Alana Haim, Danielle Haim, Este Haim, Rostam Batmanglij – musica: Danielle Haim, Rostam)
11. Billie Eilish – What Was I Made For? – 3:42 (testo: Billie Eilish O'Connell, Finneas O'Connell – musica: Finneas, Mark Ronson, Andrew Wyatt)
12. The Kid Laroi – Forever & Again – 2:19 (testo: Andrew Watt, Billy Walsh, Charlton Howard, Louis Bell – musica: Andrew Watt, Louis Bell)
13. Khalid – Silver Platter – 2:45 (testo: Chase Worrell, Denis Kosiak, Jason Kellner, Khalid Robinson – musica: Chase Worrell, Denis Kosiak, Jason Kellner)
14. PinkPantheress – Angel – 2:03 (testo: BloodPop, Count Baldor, PinkPantheress – musica: BloodPop, Count Baldor, PinkPantheress)
15. Gayle – Butterflies – 2:16 (testo: Anthony Kiedis, Brett Mazur, Chad Smith, Gayle, John Frusciante, Michael Balzary, Reed Berin, Seth Binzer – musica: Reed Berin)
16. Ava Max – Choose Your Fighter – 2:17 (testo: Amanda Ava Koci, Madison Love, Michael Pollack – musica: Cirkut)
17. Fifty Fifty – Barbie Dreams (feat. Kaliii) – 2:29 (testo: Faangs, James Harris, Janet Jackson, Jbach, Kaliya Ashley Ross, Marc Raymond Ernest Sibley, Mike Caren, Nathan Cunningham, Nicholaus Joseph Williams, Randall Hammers, Terry Lewis, Tramaine Winfrey – musica: Space Primates)

Tracce bonus nell'edizione Best Weekend Ever
1. Ryan Gosling – Push – 3:23 (testo: Matt Serletic, Rob Thomas – musica: Andrew Wyatt, George Drakoulias, Mark Ronson)
2. Brandi Carlile e Catherine Carlile – Closer to Fine – 5:52 (testo: Amy Ray, Emily Saliers – musica: Brandi Carlile)

## Formazione
Hanno partecipato alle registrazioni, secondo le note di copertina:
- Mark Ronson – coordinazione progetto, produzione (tracce 1, 2, 6, 8, 9 e 18), basso (tracce 1, 8 e 9), chitarra (tracce 1 e 2), sintetizzatore (tracce 1, 8 e 9), arrangiamenti orchestrali (tracce 1 e 11), Fender Rhodes (traccia 2), produzione aggiuntiva (traccia 11)
- Kevin Weaver – coordinazione progetto, piano (traccia 1), sintetizzatore (traccia 1), arrangiamenti orchestrali (traccia 1)
- Brandon Davis – coordinazione progetto
- Greta Gerwig – produzione esecutiva
- George Drakoulias – produzione esecutiva, produzione (traccia 18)
- Brandon Creed – co-coordinazione progetto
- Joseph Khoury – co-coordinazione progetto
- Randy Merrill – mastering (eccetto traccia 19)
- Lizzo – voce (traccia 1)
- Questlove – batteria (traccia 1)
- Aaron Draper – percussioni (traccia 1)
- Andrew Wyatt – produzione (traccia 1, 2, 8 e 18), piano (traccia 1), sintetizzatore (tracce 1, 2 e 8), basso (traccia 2), cori, arrangiamenti coro (traccia 8), produzione aggiuntiva (traccia 11), arrangiamenti orchestrali (traccia 11)
- Dave Guy – tromba (traccia 1)
- Michael Leonhart – tromba (traccia 1)
- Ray Mason – trombone (traccia 1)
- Ian Hendrickson-Smith – sassofono (traccia 1)
- MJ Buckley – sassofono (traccia 1)
- Ricky Reed – produzione, programmazione batteria (tracce 1 e 6), Moog Taurus (traccia 1), piano (traccia 6), sintetizzatore (traccia 6), chitarra (traccia 6)
- Matt Dunkley – arrangiamenti orchestrali (tracce 1 e 8)
- Daniel Escobar – ingegneria del suono (traccia 1)
- Ethan Shumaker – ingegneria del suono (tracce 1 e 6)
- Jens Jungkurth – ingegneria del suono (traccia 1)
- Manny Marroquin – missaggio (tracce 1, 4, 6, 10 e 12)
- Manhattan Center Orchestra – orchestra (tracce 1, 2 e 8)
- Dua Lipa – voce (traccia 2)
- Cameron Gower-Poole – produzione vocale, ingegneria del suono (traccia 2)
- Caroline Ailin – cori (traccia 2)
- Picard Brothers – produzione, tastiere, programmazione (traccia 2), produzione aggiuntiva (traccia 8)
- Brandon Bost – programmazione (tracce 2 e 8), ingegneria del suono (tracce 2, 8 e 9)
- Jake Ferguson – assistenza all'ingegneria del suono (tracce 2, 8 e 9)
- Șerban Ghenea – missaggio (tracce 2, 3 e 16)
- Bryce Bordone – assistenza al missaggio (tracce 2, 3 e 16)
- Nicki Minaj – voce (traccia 3)
- Ice Spice – voce (traccia 3)
- RIOTUSA – produzione (traccia 3)
- Aubry "Big Juice" Delaine – produzione aggiuntiva, missaggio, ingegneria vocale Nicki Minaj (traccia 3)
- Charli XCX – voce (traccia 4)
- easyFun – produzione (traccia 4)
- Karol G – voce (traccia 5)
- Aldo Ranks – voce (traccia 5)
- Ovy on the Drums – produzione (traccia 5)
- Rob Kinelski – missaggio (tracce 5 e 11)
- Eli Heisler – assistenza al missaggio (tracce 5 e 11)
- Sam Smith – voce (traccia 6)
- David Odlum – ingegneria vocale (traccia 6)
- Kevin Parker – voce, produzione, registrazione, missaggio (traccia 7)
- Ryan Gosling – voce (traccia 8 e 18)
- Slash – chitarra solista e ritmica (traccia 8)
- Wolfgang Van Halen – chitarra ritmica (traccia 8)
- Josh Freese – batteria (traccia 8)
- Mike Richiuti – piano (traccia 8)
- Roger Manning – sintetizzatore (traccia 8)
- Geoff Foster – registrazione coro maschile (traccia 8)
- Peter Cobbin – registrazione coro femminile (traccia 8)
- Kirsty Whalley – registrazione coro femminile (traccia 8)
- Daniel Hayden – registrazione Pro Tools (traccia 8)
- Alex Venguer – registrazione USA Orchestra, registrazione piano (traccia 8)
- Ben Parry – direttore del coro (traccia 8)
- Ricky Damian – ingegneria del suono (traccia 8)
- Mike Clink – registrazione parti Slash (traccia 8)
- Tom Elmhirst – missaggio (tracce 8 e 9)
- Adam Hong – missaggio (tracce 8 e 9)
- Abbey Road Studios Orchestra – orchestra (traccia 8)
- Dominic Fike – voce, chitarra acustica (traccia 9)
- Ryan Raines – co-produzione, batteria, percussioni (traccia 9)
- Henry Kwapis – co-produzione, tastiere, chitarra, programmazione (traccia 9)
- John Muller – ingegneria del suono (traccia 9)
- Dani Perez – assistenza all'ingegneria del suono (traccia 9)
- Este Haim – voce, basso (traccia 10)
- Alana Haim – voce, chitarra (traccia 10)
- Danielle Haim – voce, produzione (traccia 10)
- Rostam Batmanglij – produzione, programmazione batteria, synth bass, piano, sintetizzatore, chitarra a 12 corde, arrangiamenti archi, ingegneria del suono (traccia 10)
- Gabe Noel – violoncello (traccia 10)
- Jake Hallenbeck – sintetizzatore (traccia 10)
- Joey Messina-Doerning – ingegneria del suono (traccia 10)
- Lauren Marquez – ingegneria del suono (traccia 10)
- Nick Noneman – ingegneria del suono (traccia 10)
- Billie Eilish – voce, ingegneria del suono, sintetizzatore, produzione vocale (traccia 11)
- Finneas – produzione, ingegneria del suono, piano, sintetizzatore, basso elettrico, percussioni, arrangiamenti vocali (traccia 11)
- The Kid LAROI – voce (traccia 12)
- Andrew Watt – produzione (traccia 12)
- Louis Bell – produzione, programmazione (traccia 12)
- Khalid – voce (traccia 13)
- Chase Worrell – produzione (traccia 13)
- Denis Kosiak – produzione, missaggio (traccia 13)
- Jason Kellner – produzione (traccia 13)
- James Keeley – ingegneria del suono (traccia 13)
- John Wilkenson Derisme – basso (traccia 13)
- PinkPantheress – voce, produzione (traccia 14)
- BloodPop – produzione (traccia 14)
- Count Baldor – produzione (traccia 14)
- Jonny Breakwell – missaggio (traccia 14)
- Gayle – voce (traccia 15)
- Reed Berin – produzione (traccia 15)
- Andrew Grasso – batteria (traccia 15)
- Chris Condon – tecnico batteria, chitarra, registrazione (traccia 15)
- Pedro Calloni – missaggio (traccia 15)
- Ava Max – voce (traccia 16)
- Cirkut – produzione (traccia 16)
- Fifty Fifty – voce (traccia 17)
- Kaliii – voce (traccia 17)
- Space Primates – produzione (traccia 17)
- Sam Sumser – produzione, chitarra elettrica, programmazione (traccia 18)
- Sean Small – produzione, chitarra elettrica, programmazione (traccia 18)
- Ilya Toshinskiy – chitarra acustica (traccia 18)
- Evan Hutchings – batteria, percussioni (traccia 18)
- Jim Cooley – missaggio (traccia 18)
- Brandi Carlile – voce, produzione, banjo, chitarra, tastiere, moog, piano (traccia 19)
- Catherine Carlile – voce (traccia 19)
- Matt Chamberlain – batteria (traccia 19)
- Dave Mackey – tastiere (traccia 19)
- David Spreng – ingegneria del suono, registrazione (traccia 19)
- Brandon Bell – missaggio (traccia 19)
- Pete Lyman – mastering (traccia 19)
- Daniel Bacigalupi – assistenza al mastering (traccia 19)

## Classifiche

### Classifiche settimanali
| Classifica (2023)         | Posizione massima |
| ------------------------- | ----------------- |
| Australia                 | 1                 |
| Austria                   | 3                 |
| Belgio (Fiandre)          | 4                 |
| Belgio (Vallonia)         | 3                 |
| Canada                    | 1                 |
| Croazia                   | 1                 |
| Danimarca                 | 14                |
| Finlandia                 | 17                |
| Francia                   | 3                 |
| Germania                  | 6                 |
| Irlanda (compilation)     | 1                 |
| Islanda                   | 13                |
| Italia                    | 13                |
| Lettonia                  | 11                |
| Lituania                  | 28                |
| Nuova Zelanda             | 1                 |
| Paesi Bassi               | 1                 |
| Polonia                   | 18                |
| Portogallo                | 4                 |
| Regno Unito (compilation) | 1                 |
| Repubblica Ceca           | 2                 |
| Slovacchia                | 3                 |
| Spagna                    | 5                 |
| Stati Uniti               | 2                 |
| Svezia                    | 57                |
| Svizzera                  | 3                 |
| Ungheria                  | 7                 |

### Classifiche di fine anno
| Classifica (2023) | Posizione |
| ----------------- | --------- |
| Ungheria          | 61        |